# Dichaetomyia flavoscutellata
Dichaetomyia flavoscutellata este o specie de muște din genul Dichaetomyia, familia Muscidae. A fost descrisă pentru prima dată de Stein în anul 1918.
Este endemică în Madagascar. Conform Catalogue of Life specia Dichaetomyia flavoscutellata nu are subspecii cunoscute.